# قاعدة الدم
قاعدة الدم هي قاعدة مستخدمة في العديد من الألعاب الرياضية التي تنص على أن الرياضي الذي ينزف أثناء اللعب، يجب أن يغادر الملعب فورًا لتلقي الرعاية الطبية، ولا يمكن لهم العودة إليه إلا بعد علاج الجرح وتوقف النزيف واستبدال الثياب الملوثة بالدم حتى لو كانوا قادرين على الإستمرار في اللعب، وذلك لمنع انتشار الأمراض المعدية.
تستخدم هذه القاعدة في بعض الرياضات مثل كرة القدم الأسترالية، وكرة القاعدة.
في دوري الرجبي الوطني، يتوقف اللعب حتى يتدخل الطاقم الطبي، وإذا لم يتوقف النزيف، يجب على اللاعب مغادرة الملعب أمت في كرة القدم، فيجوز للاعب مغادرة الملعب دون على الفور، أو أن يلعب فريقه ناقصا لمدة قليلة حتى يدخل مرة أخرى إلى الملعب أو حتى يقرر المدرب استبداله وأحيانا حتى نهاية المباراة (إذا لم يكن لدى فريقه تبديلات متبقية).